# Zdzisław Zych-Płodowski
Zdzisław Zych-Płodowski (ur. 16 grudnia 1892 w Petrykozach, zm. 10 maja 1927 w Warszawie) – podpułkownik pilot lotnictwa Wojska Polskiego, inżynier mechanik. Kawaler Orderu Virtuti Militari za wojnę polsko-bolszewicką.

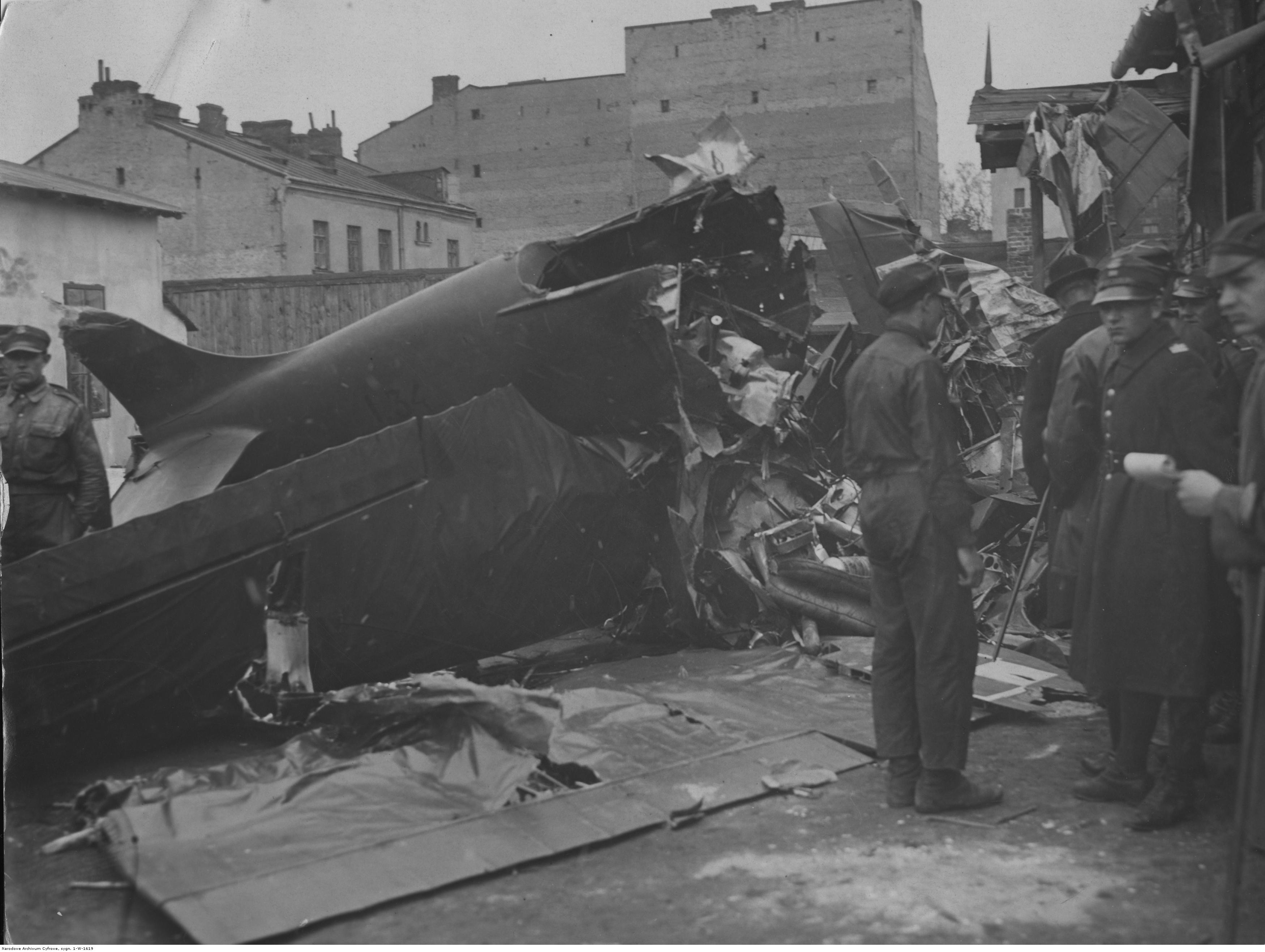
Rozbity samolot Bleriot SPAD I 23 płk. Zdzisława Zych-Płodowskiego

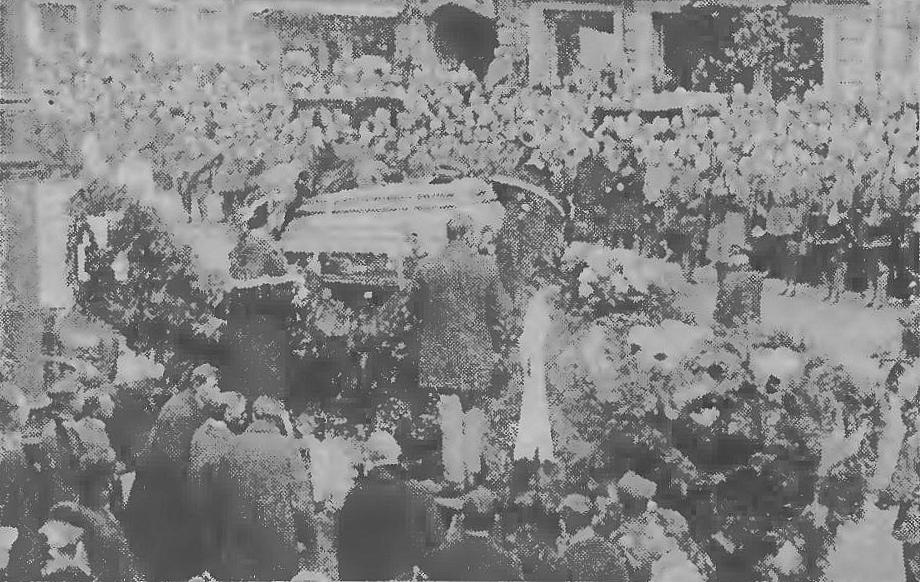
Pogrzeb Zdzisława Zych-Płodowskiego

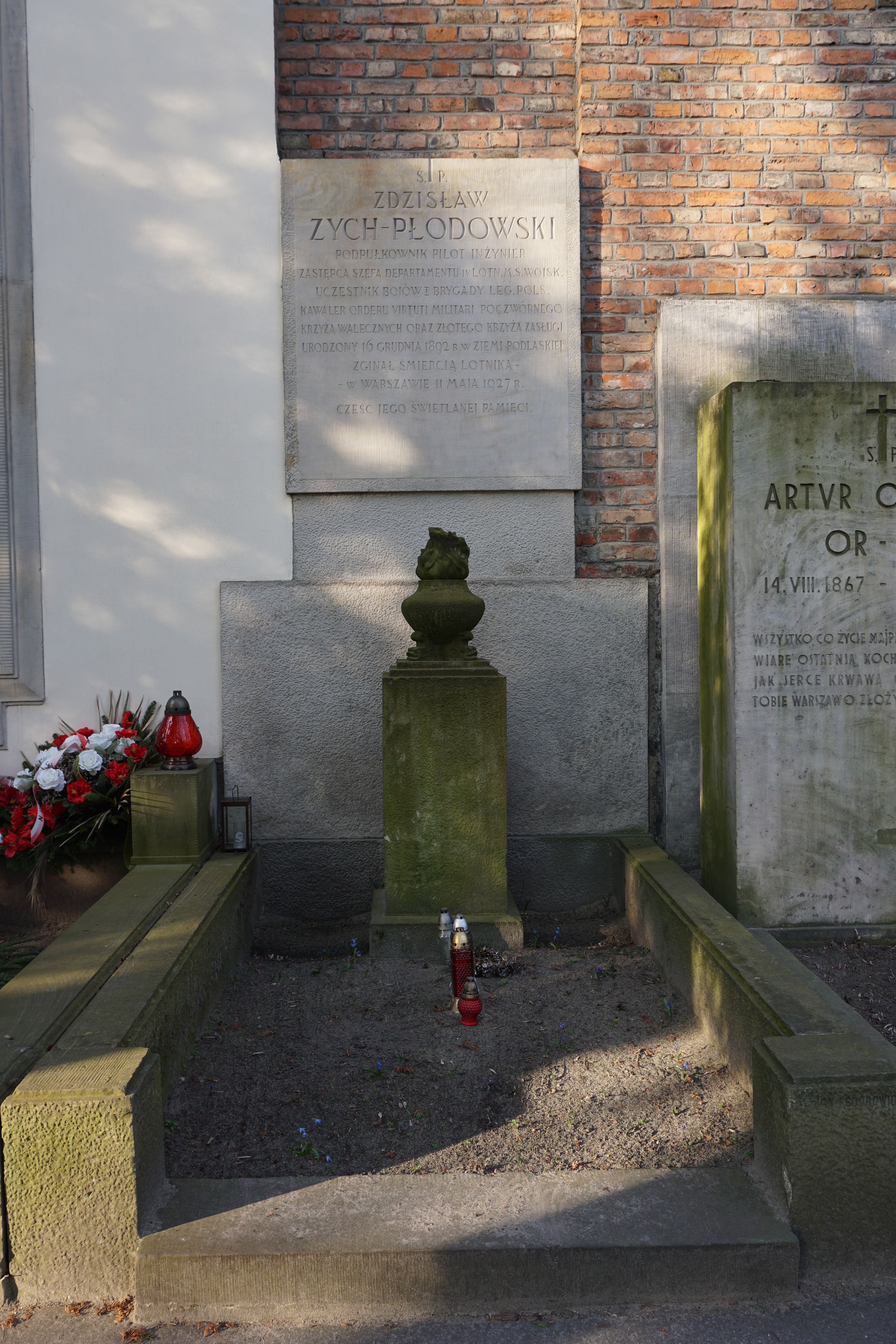
Grób Zdzisława Zycha-Płodowskiego na cmentarzu Powązkowskim

## Życiorys
Syn Stanisława i Wandy Szpadkowskiej. Początkowo był kształcony w domu, następnie uczył się w ośmioklasowym gimnazjum filologicznym Tadeusza Radlińskiego w Siedlcach. W 1908 roku rozpoczął naukę w Szkole Inżynierskiej im. Hipolita Wawelberga i Stanisława Rotwanda w Warszawie. W trakcie nauki w tej szkole wstąpił do Związku Walki Czynnej. Ukończył Szkołę w 1912 roku i przeniósł się do École Supérieure d’Aéronautique. Tam związał się z Związkiem Strzeleckim. W 1914 roku obronił pracę dyplomową i otrzymał dyplom inżyniera mechanika w specjalności lotniczej. Zdecydował się na powrót do ojczyzny, we wrześniu 1914 roku wstąpił do 1 pułku piechoty Legionów Polskich. W trakcie walk został ranny w bitwie pod Nowym Sączem 6 grudnia 1914 roku. Po rekonwalescencji został przydzielony do 4. baterii 1 pułku artylerii lekkiej Legionów. W trakcie dalszych walk wykazał zdolności dowódcze i matematyczne co zadecydowało o skierowany go do Oficerskiej Szkoły Piechoty w Rembertowie. Podczas kryzysu przysięgowego został internowany w obozie w Beniaminowie. Po zwolnieniu pracował w Ministerstwie Spraw Wewnętrznych w Radzie Regencyjnej. Został komendantem wydziału Polskiej Organizacji Wojskowej (POW) w Warszawy. 
Po odzyskaniu przez Polskę niepodległości został przyjęty do Wojska Polskiego. Jesienią 1918 roku wziął udział w przejęciu w ręce polskie lotniska mokotowskiego w Warszawie. 16 grudnia 1918 roku znalazł się w grupie lotników, którzy złożyli uroczystą przysięgę wojskową na tym lotnisku. W styczniu 1919 roku zainicjował utworzenie I Ruchomego Parku Lotniczego w Warszawie. Kierowany przez niego Park obsługiwał eskadry I Grupy Lotniczej na Froncie Litewsko-Białoruskim podczas wojny polsko-bolszewickiej.
Od 21 stycznia 1920 roku pełnił funkcję kierownika Centralnych Warsztatów Lotniczych. W lipcu 1920 roku, z uwagi na zapotrzebowanie, zgłosił się ochotniczo do służby w 4 dywizjonie artylerii konnej. W składzie tej jednostki, jako pierwszy oficer 1 baterii, wziął udział w walkach w obronie Płocka. 
Po zakończeniu działań wojennych został oddelegowany do Niższej Szkoły Pilotów w Bydgoszczy na kurs pilotażu. Jednocześnie, z racji posiadanego wykształcenia technicznego, został zatrudniony jako wykładowca na kursie teoretycznym w tej szkole. Szkołę kończył w lipcu 1921 roku. W listopadzie 1921 roku ukończył Wyższą Szkołę Pilotów w Grudziądzu.
W lipcu 1921 r. został mianowany szefem Wojskowej Centrali Badań Lotniczych i sprawował to stanowisko do 1926 roku. Równolegle, od 1922 roku, wykładał na Politechnice Warszawskiej, gdzie prowadził wykłady z teorii i konstrukcji samolotów. 17 maja 1922 roku odznaczono go orderem wojskowym „Virtuti Militari” V klasy. Jako oficer nadetatowy 1 pułku lotniczego w 1923 był kierownikiem Wojskowej Centrali Badań Lotniczych, a w 1924 roku pracował w Centralnych Zakładach Lotniczych. W 1924 roku został skierowany na kilkumiesięczny staż lotniczy we Francji. W 1925 roku został członkiem jury konkursu na projekt samolotu wojskowego ogłoszonego przez Ministerstwo Komunikacji. W sierpniu 1926 roku otrzymał awans na stanowisko zastępcy szefa Departamentu Lotnictwa w Ministerstwie Spraw Wojskowych. 
W korpusie oficerów aeronautycznych został awansowany do stopnia majora ze starszeństwem z dniem 1 czerwca 1919, a następnie do stopnia podpułkownika ze starszeństwem z dniem 1 lipca 1923. 
Poniósł śmierć w wypadku lotniczym 10 maja 1927 roku w Warszawie, gdy pilotowany przez niego samolot Blériot-SPAD S.61C1 nr 1.39 spadł na ulicę Górską 17. Został pochowany na cmentarzu Powązkowskim w Warszawie (Aleja Zasłużonych-1-6).

## Działalność społeczna
Od 6 sierpnia 1920 roku był skarbnikiem w Zarządzie Głównym Ligi Obrony Powietrznej i Przeciwgazowej (LOPP). W 1925 roku był jednym z inicjatorów powstania specjalistycznego czasopisma „Przegląd Lotniczy”. Był tam członkiem redakcji i redaktorem działu technicznego. W prasie lotniczej opublikował ok. 30 artykułów w „Wiedzy Lotniczej”, „Locie” oraz w „Locie Polskim”. Publikował artykuły poświęcone nowinkom lotniczym prezentowanym na wystawach w Paryżu oraz Pradze. Zajmował się zagadnieniami szybownictwa, przewidywał szybki rozwój lotnictwa, propagował rozbudowę szkolnictwa lotniczego. Swe poglądy nt. przyszłości lotnictwa zawarł w książkach: „O lotnictwie w ogólności” oraz „O budowie płatowców”. Pracował również jako wykładowca na Politechnice Warszawskiej oraz na wieczorowych kursach dla nauczycieli organizowanych przez Komitet Stołeczny LOPP.

## Ordery i odznaczenia
- Krzyż Srebrny Orderu Wojskowego Virtuti Militari nr 7530 (17 maja 1922)[22][11]
- Krzyż Niepodległości (19 grudnia 1930)[23]
- Krzyż Kawalerski Orderu Odrodzenia Polski
- Krzyż Walecznych (czterokrotnie)
- Złoty Krzyż Zasługi (pośmiertnie, 16 marca 1928)[24][10]
- Złota Odznaka Honorowa Ligi Obrony Powietrznej i Przeciwgazowej I stopnia[25]
- Polowa Odznaka Pilota[26]
- Odznaka za Rany i Kontuzje[26]
- Medal za Waleczność (Austro-Węgry, dwukrotnie)